# Erastriopis atrirena
Erastriopis atrirena là một loài bướm đêm trong họ Noctuidae.